# Guitelia teocchii
Guitelia teocchii là một loài bọ cánh cứng trong họ Cerambycidae.